# Castell de Kilkenny
El Castell de Kilkenny (Caisleán Chill Chainnigh en irlandès) és un castell situat en la localitat homònima del Comtat de Kilkenny en la República d'Irlanda. Aquesta va ser la residència de la família Butler, abans nomenada FitzWalter. El castell va ser venut a un comitè encarregat de restaurar castells per £50. Poc temps després va passar a les mans de l'Estat i va ser obert al públic.
Part de la Galeria d'Art Nacional es troba en el lloc. Al costat que dona cap a la ciutat hi ha jardins ornanmentals. Aquest castell és un dels llocs més visitats pels turistes a Irlanda.
La fundació del castell es remunta cap a l'any 1190 pertanyent a la família Butler des del segle xiv fins al 1920, data en la qual Martin Breyer el va comprar. Les principals estances són la biblioteca, el menjador, la cambra xinesa i la Longa Gallery.

## Història
El castell actual està localitzat sobre un terreny elevat a la ribera del Riu Nore. Aquesta situació estratègica va ser on estava situat el castell dels monarques locals, la família O'Carroll (840), O'Dunphys i Fitzpatricks, abans de la invasió normanda d'Irlanda.
Richard de Clare, segon comte de Pembroke (conegut com a Strongbow) va construir la primera torre normanda en aquest lloc el 1172. Vint anys més tard el seu gendre, William Marshal comte de Pembroke, va posar la primera pedra del castell al mateix lloc en el qual estaven situades les torres, de les quals se'n conserven tres en l'actualitat.
La família Butler va arribar a Irlanda amb la invasió normanda, canviant el seu nom pel de Walter el 1185. El castell va passar a les mans de Sir Gilbert de Bohun qui va heretar el castell i el comtat de mans de la seva mare el 1270. L'any 1300 va ser expulsat per Eduard I d'Anglaterra però es va reinstal·lar el 1303, conservant-lo fins a la seva mort el 1381.